# Ośla sałata
Ośla sałata (niem. Der Krautesel) – baśń opublikowana przez  braci Grimm w 1815 roku w zbiorze ich  Baśni (tom 2, nr 122).

## Treść
Źródło: 
Pewien myśliwy spotkał na swojej drodze ubogą staruszkę i udzielił jej jałmużny. Staruszka postanowiła odwdzięczyć się myśliwemu i opowiedziała mu o miejscu w lesie, gdzie dziewięć ptaków wyrywa sobie magiczny płaszcz. Poradziła mu by, gdy tam dojdzie, wystrzelił w sam środek tego kotłowiska. Wtedy ptaki upuszczą płaszcz. Staruszka poinformowała go, że każdy, kto założy to odzienie, może przenieść się w dowolne miejsce na świecie. Dodatkowo, gdyby udało mu się trafić jednego z ptaków, powinien wyciąć i zjeść jego serce. Dzięki temu, każdego ranka będzie znajdował pod poduszką złotą monetę.
Myśliwy postąpił zgodnie z instrukcją staruszki i do tej pory codziennie znajdował pod poduszką złoty pieniądz. Szybko uzbierał sporą kupkę złota. Postanowił wówczas udać się w podróż, by zwiedzić trochę świata. Pożegnał się z rodzicami, zabrał magiczny płaszcz i wyruszył w drogę. W środku wielkiego lasu natknął się na okazały pałac. Nie wiedział, że zamieszkuje tam zła czarownica. Wiedźma dzięki swojej magicznej mocy dostrzegła, że myśliwy ma w brzuchu serce ptaka, które sprawia, że znajduje złoto pod poduszką, oraz magiczny płaszcz. Postanowiła za wszelką cenę odebrać mu te magiczne przedmioty. 
Rozkazała swojej córce ukazać się myśliwemu. Ponieważ córka była bardzo piękna, myśliwy zakochał się w niej od pierwszego wejrzenia i zdecydował się zatrzymać na nocleg w pałacu. Wiedźma przyjęła go gościnnie, a jego pobyt zaczął się przedłużać. Był tak zakochany w córce czarownicy, że robił wszystko, czego od niego chciała. Pewnego dnia wiedźma kazała córce podać myśliwemu magiczny napój. Po wypiciu napoju myśliwy zwymiotował serce ptaka, które natychmiast połknęła córka wiedzmy. Od tej pory złote monety nie pojawiały się już pod jego poduszką, ale pod poduszką córki czarownicy. Jednak myśliwy był tak zakochany, że nie nawet tego nie dostrzegł. 
Następnie czarownica zażądała od córki, by zdobyła od myśliwego także magiczny płaszcz. Córka początkowo odmawiała argumentując, iż wystarczy już, że myśliwy stracił swoje bogactwo. W rzeczywistości córka czarownicy coraz bardziej zakochiwała się w przystojnym myśliwym i nie chciała go dalej krzywdzić. Czarownica zagroziła córce, że pożałuje, jeśli jej nie posłucha. Córka chcąc nie chcąc musiała się zgodzić na plan matki.
Pewnego dnia opowiedziała myśliwemu, że marzy o tym, by znaleźć się na granatowej górze, gdzie rosną granaty (kamienie szlachetne). Ten, chcąc ją uszczęśliwić, zabrał ją tam z użyciem magicznego płaszcza. Czary starej wiedźmy sprawiły, że myśliwy poczuł senność i zasnął na kolanach ukochanej. Wówczas córka wiedźmy zdjęła z niego płaszcz i wróciła do pałacu matki zostawiając śpiącego na granatowej górze.
Kiedy myśliwy się obudził, zrozumiał, że został oszukany. Błąkał się po górze szukając drogi powrotnej. Podsłuchał rozmowę dwóch przypadkiem spotkanych olbrzymów, z której dowiedział się, że idąc na szczyt góry może się przemieścić na chmurach ją otaczających. 
Chmura przeniosła go na wielkie pole pełne rozmaitych warzyw. Myśliwy skosztował liść rosnącej tam sałaty i ku swojemu przerażeniu zamienił się w osła. Po chwili natknął się na inny gatunek tego warzywa. Po zjedzeniu go odzyskał ludzką postać. Myśliwy zabrał na drogę sałaty obu gatunków i udał się na poszukiwanie zamku czarownicy.
Po jakimś czasie odnalazł zamek. Zapukał do drzwi podając się za królewskiego wysłannika. Ponieważ wcześniej przebrał się i zmienił wygląd, ani czarownica, ani jej córka nie zdołały go rozpoznać. Myśliwy poinformował, że wiezie dla króla najsmaczniejszą sałatę na świecie. Ponieważ wiedźma zażyczyła sobie ją skosztować, myśliwy ofiarował jej jedną główkę (tego gatunku, która zmieniła go w osła). Czarownica przyrządziła otrzymane warzywo w kuchni i skosztowała je wraz z córką i służącą. Wkrótce wszystkie trzy zamieniły się w oślice.
Wtedy myśliwy ujawnił oślicom, kim jest, oświadczając, że przybył się zemścić. Związał je postronkami i zaprowadził do miejscowego młynarza, by ten za opłatą się nimi zajął. Myśliwy poinstruował młynarza, jak ma się nimi opiekować. Stara oślica (czarownica) miała być bita trzy razy dziennie i karmiona raz dziennie, średnia oślica (służąca) miała być bita raz dzienne i karmiona trzy razy dziennie, z kolei najmłodsza (córka czarownicy) miała w ogóle nie być bita i karmiona trzy razy dziennie.
Po tygodniu młynarz poinformował myśliwego, że stara oślica padła, a pozostałe dwie, choć jeszcze żyją, są w fatalnym stanie. Wówczas myśliwy, któremu złość już przeszła, udał się do nich i odczarował z pomocą magicznej sałaty. Córka czarownicy odzyskawszy ludzką postać, przeprosiła myśliwego za zło, które mu wyrządziła, tłumacząc, że matka ją do tego zmusiła. Obiecała oddać mu magiczny płaszcz i serce ptaka, które połknęła. Myśliwy jednak odparł, że może obie te rzeczy sobie zatrzymać, jeśli za niego wyjdzie. Wkrótce potem odbył się ich ślub.

## Ekranizacje
- Baśnie braci Grimm (Ośla kapusta – odcinek 4, seria 2) – japoński serial animowany (1987-1988)